# Hiéroglyphe égyptien A21
Le hiéroglyphe égyptien A21 (homme debout tenant une canne et un tissu) est classifié dans la section A « L'Homme et ses occupations » de la liste de Gardiner ; il y est noté A21.

## Représentation
Il représente un homme debout, tenant de la main droite une canne piqué dans le sol et de la main gauche pendante, une pièce de tissu. Il est translittéré sr.

## Usage
| s | r | A21 |

| s | r | A21 |

« notable, magistrat, haut fonctionnaire ».
C'est un déterminatif des termes qui désignent les hauts fonctionnaires, les courtisans et, par confusion avec le hiéroglyphe A19, l'action de s'appuyer.
À ne pas confondre avec les hiéroglyphes :
| A19 |

| A19 |

| A20 |

| A20 |

| A21A |

| A21A |

| A22 |

| A22 |

## Exemples de mots
| Sn | n · nw · W | t | A21 | A1 · Z2 |

| Sn | n · nw · W | t | A21 | A1 · Z2 |

| V20 · V20 · V20 | A21 | A1 · Z2 |

| V20 · V20 · V20 | A21 | A1 · Z2 |

| t | wA | A | A21 |

| t | wA | A | A21 |